# Dodson (Montana)
Dodson é uma cidade  localizada no estado americano de Montana, no Condado de Phillips.

## Demografia
Segundo o censo americano de 2000, a sua população era de 122 habitantes.
Em 2006, foi estimada uma população de 107, um decréscimo de 15 (-12.3%).

## Geografia
De acordo com o United States Census Bureau tem uma área de
0,5 km², dos quais 0,5 km² cobertos por terra e 0,0 km² cobertos por água.

## Localidades na vizinhança
O diagrama seguinte representa as localidades num raio de 48 km ao redor de Dodson.